# Franck Daninos
Pour les articles homonymes, voir Daninos.
Franck Daninos est un journaliste du magazine Sciences et Avenir, chef de rubrique en sciences fondamentales. 

## Biographie
Diplômé de l'École des hautes études en sciences sociales, Franck Daninos se spécialise dans le domaine du renseignement américain. Il a travaillé en coopération avec le Centre français de recherche sur le renseignement, un think tank « pro-Kremlin »,,.

## Pour approfondir